# دوره آسوکا
دوره آسوکا (به ژاپنی: 飛鳥時代, Asuka jidai) بخشی از تاریخ ژاپن است که از سال ۵۳۸ تا سال ۷۱۰ میلادی را در بر می‌گیرد. گاه از دوره آسوکا و دوره کوفون با عنوان مشترک دوره یاماتو نام می‌برند، چرا که در هر دوی این زمان‌ها، امور امپراتوری با مرکزیت نارا، که در آن هنگام یاماتو نام داشت، اداره می‌شد.

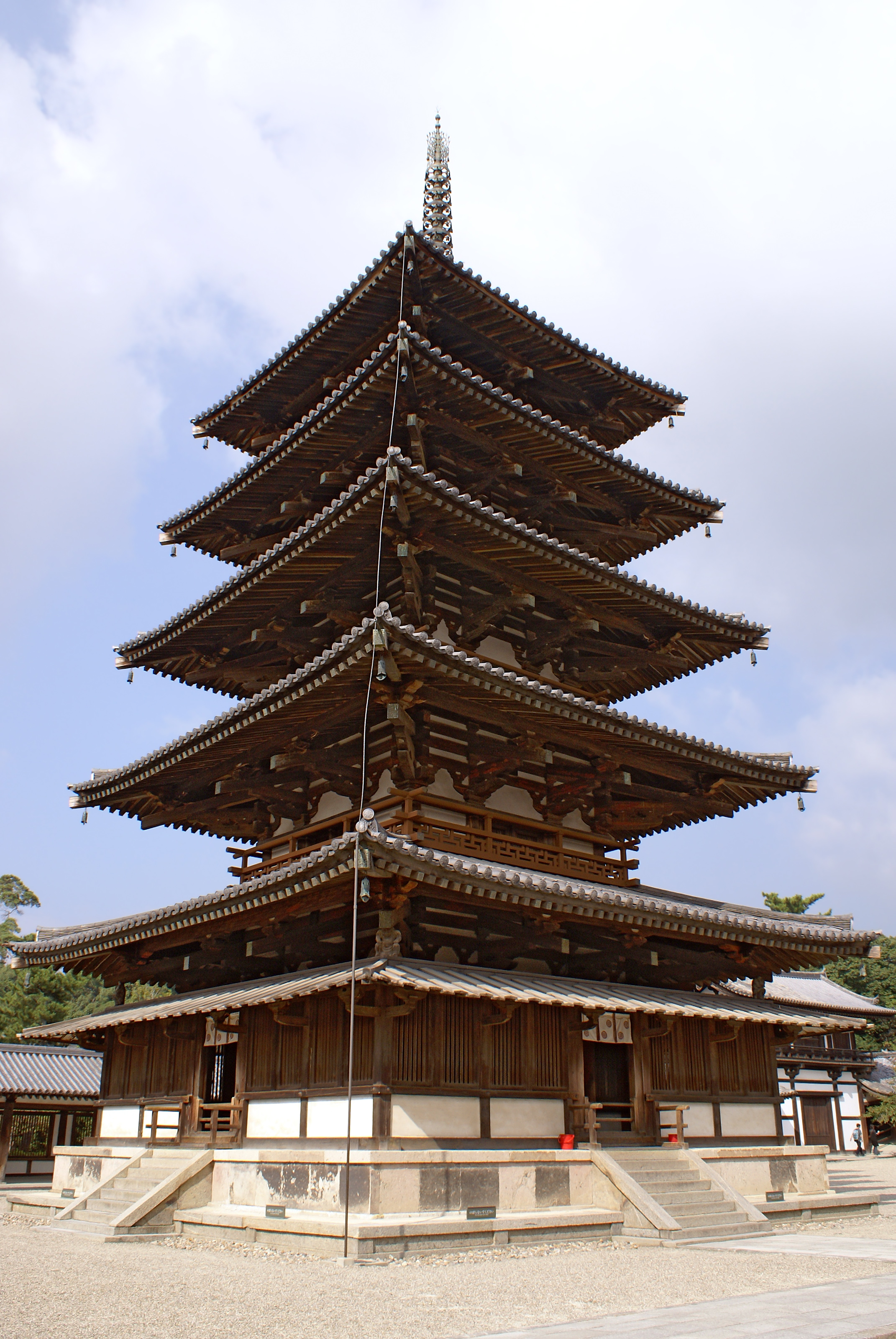
پاگودای پنج طبقهٔ هوریوجی 法隆寺

## نمای کلی
پادشاهی یاماتو که با به هم پیوستن شماری از خاندان‌های نیرومند بر گرد کانون پادشاهی کشور شکل گرفته بود، در دوره آسوکا رشد و نمو بسیاری کرد و سران محلی یاماتو در جایگاهی قرار گرفتند که دودمان امپراتوری را شکل می‌داد.
در آغاز این دوره آیین بودایی از بکجه، در شبه‌جزیره کره، به کشور ژاپن معرفی شد. این آیین از سوی طبقه حاکم پذیرفته شد و شروع به رشد کرد.
ظهور آیین بودایی سبب دگرگونی‌های هنری، سیاسی و اجتماعی قابل توجهی شد.
تغییرات سیاسی در دوره آسوکا بر اساس الگوی چینی بود و نیز خط چینی برای نگارش زبان ژاپنی، که به نظر می‌رسد پیش از آن دبیره بومی نداشت، برگزیده شد.

## اصلاحات تایکا
خاندان سوگا یکی از پرنفوذترین خانواده‌های این دوران بود و تداوم خط جانشینی را در انحصار خود داشت. با این همه، این خانواده دیگر به نقش پشت پرده خود قانع نبود و شروع به ساختن قصرها و آرامگاه‌هایی برای خود کرد. در حدود بیست سال پس از مرگ شاهزاده شوتوکو تایشی (نایب السلطنهٔ امپراتریس سویکو (در سال ۶۲۲)، دسیسه‌های دربار برای تعیین وضعیت جانشینی او سرانجام به کودتایی در درون کاخ انجامید. این کودتا قدرت انحصاری را از دست خاندان سوگا بیرون آورد و اصلاحات تایکا را معرفی کرد. تایکا به معنی تغییرات بزرگ (大化の改新, Taika no Kaishin) بود و با اصلاحات ارضی آغاز شد. در این دوران بود که نینجاها پدیدار شدند و تا دوران اِدو همواره با سامورایی‌ها در حال جنگ و درگیری بودند.